# 잉-마리 카슨

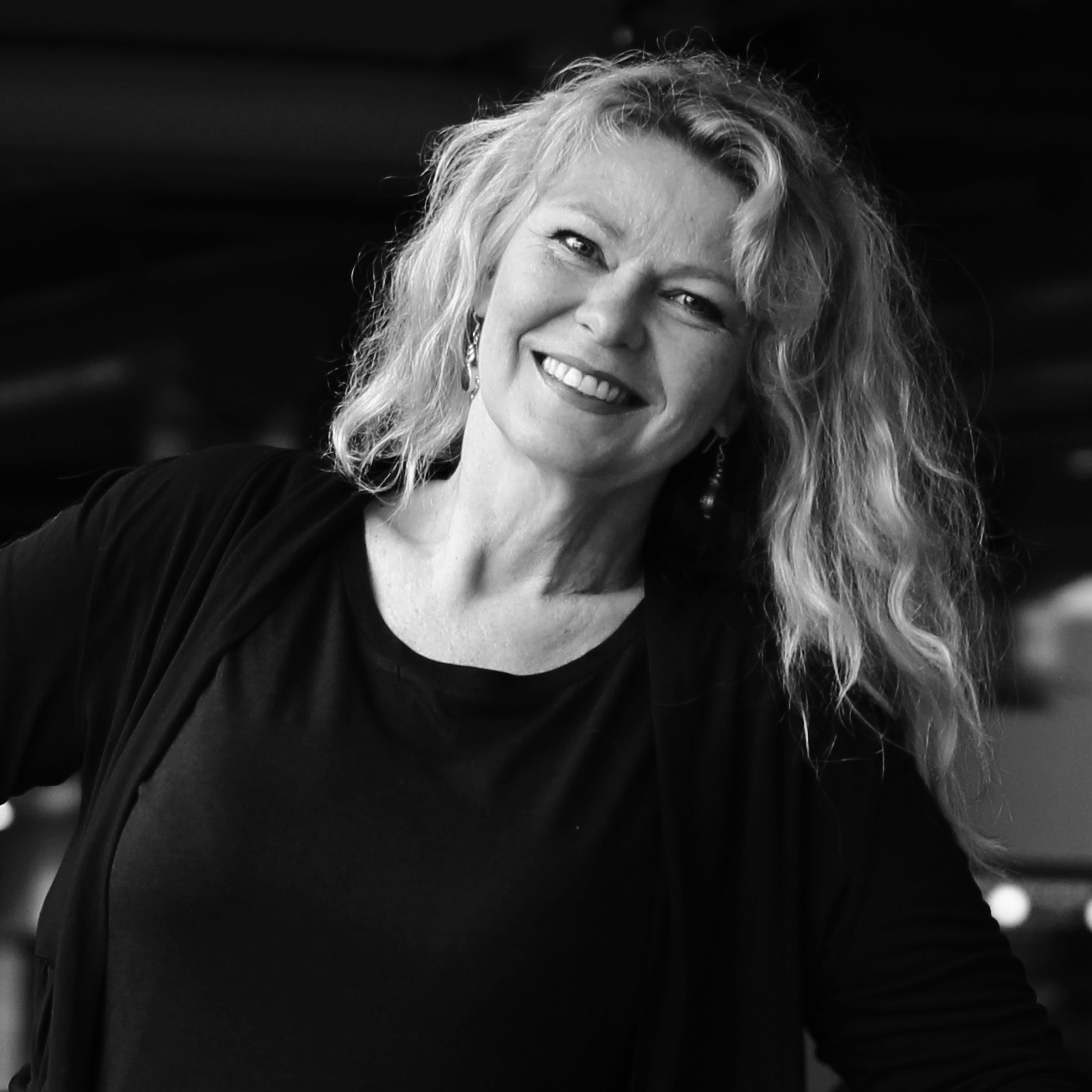

잉-마리 카슨(Ing-Marie Carlsson, 1957년 2월 25일~)은 스웨덴의 배우이다.
옌셰핑에서 태어났다.

## 영화
- 몽키 (2017년)
- 메이크 빌리브 (2003년)
- 벡 (1997년)
- 버트: 더 라스트 버진 (1995년)
- 슬링샷 (1993년)
- 블랙 잭 (1990년)
- 개 같은 내 인생 (1985년) - 베릿 역